# 中央商务区站 (郑州)
中央商务区站是郑州地铁4号线和5号线的地铁换乘站，位于中华人民共和国河南省郑州市郑东新区（行政区划属金水区）中央商务区北侧商务外环路与商务东一街交叉口，于2019年5月20日随郑州地铁5号线开通运营而启用。

## 车站结构
中央商务区站分为4号线车站和5号线车站两部分。4号线车站的主体结构位于商务东一街地下，呈南北向布置，为地下三层车站。5号线车站的主体结构位于4号线车站东侧的商务外环路地下，为地下二层车站，与4号线车站呈“L”形垂直相交。5号线车站建筑总面积3.4万平方米，车站总长度615米，站后设置双停车线，建成时曾是郑州地铁系统中规模最大的单座地下车站。

### 车站楼层
中央商务区站4号线车站为地下三层车站，B1层为站厅层，B2层为设备层，B3层为站台层。5号线车站为地下二层车站，B1层为站台层，B2层为站台侧。

#### 4号线车站楼层
| 1F  | 地面     | D、G出入口                                       | D、G出入口                                       | D、G出入口                                       |
| B1F | 站厅     | 客服中心、自动售票机、行李检查、闸机、车站控制室 | 客服中心、自动售票机、行李检查、闸机、车站控制室 | 客服中心、自动售票机、行李检查、闸机、车站控制室 |
| B1F | 换乘通道 | 连接 █ 5号线站厅                                 | 连接 █ 5号线站厅                                 | 连接 █ 5号线站厅                                 |
| B2F | 设备层   | 车站设备                                         | 车站设备                                         | 车站设备                                         |
| B3F | █ 4号线  | 往老鸦陈方向（农业东路）                         | 往老鸦陈方向（农业东路）                         | 往老鸦陈方向（农业东路）                         |
| B3F | 岛式站台 | 至 █ 5号线站台                                   | 至站厅                                           | 卫生间                                           |
| B3F | █ 4号线  | 往郎庄方向（会展中心）                           | 往郎庄方向（会展中心）                           | 往郎庄方向（会展中心）                           |

#### 5号线车站楼层
| 1F  | 地面     | A、B、H出入口                                    | A、B、H出入口                                    | A、B、H出入口                                    |
| B1F | 站厅     | 客服中心、自动售票机、行李检查、闸机、车站控制室 | 客服中心、自动售票机、行李检查、闸机、车站控制室 | 客服中心、自动售票机、行李检查、闸机、车站控制室 |
| B1F | 换乘通道 | 连接 █ 4号线站厅                                 | 连接 █ 4号线站厅                                 | 连接 █ 4号线站厅                                 |
| B2F | █ 5号线  | 外环方向（众意西路）                             | 外环方向（众意西路）                             | 外环方向（众意西路）                             |
| B2F | 岛式站台 | 至 █ 4号线站台                                   | 至站厅                                           | 卫生间                                           |
| B2F | █ 5号线  | 内环方向（儿童医院）                             | 内环方向（儿童医院）                             | 内环方向（儿童医院）                             |

### 站厅
中央商务区站的4号线车站和5号线车站各设一座站厅，均设有客服中心、自动售票机、行李检查等设施。两座站厅均由闸机和栏杆分隔为付费区和非付费区，4号线站厅的北端与5号线站厅的西端之间设有通道，付费区和非付费区均互相连接。两座站厅的付费区内均设有自动扶梯、步梯和无障碍电梯，连接对应的站台。
该站5号线站厅的北侧墙面上设有一面文化墙。5号线规划的18座换乘站在装修设计上分别以河南省的18个地级市的特色为主题，该站为濮阳特色站，文化墙以“龙文化”为主题，采用黄沙岩和汉白玉浮雕结合，长21.40米，高3.35米，画面中心是“中华第一龙”的形象，在画面左右两侧分别布局着中国各个时期的龙的形象，有青铜器的龙纹，汉代玉器龙纹，漆器龙纹直至明清龙的形象，通过汉白玉浮雕展现出中国龙文化的发展演变史。

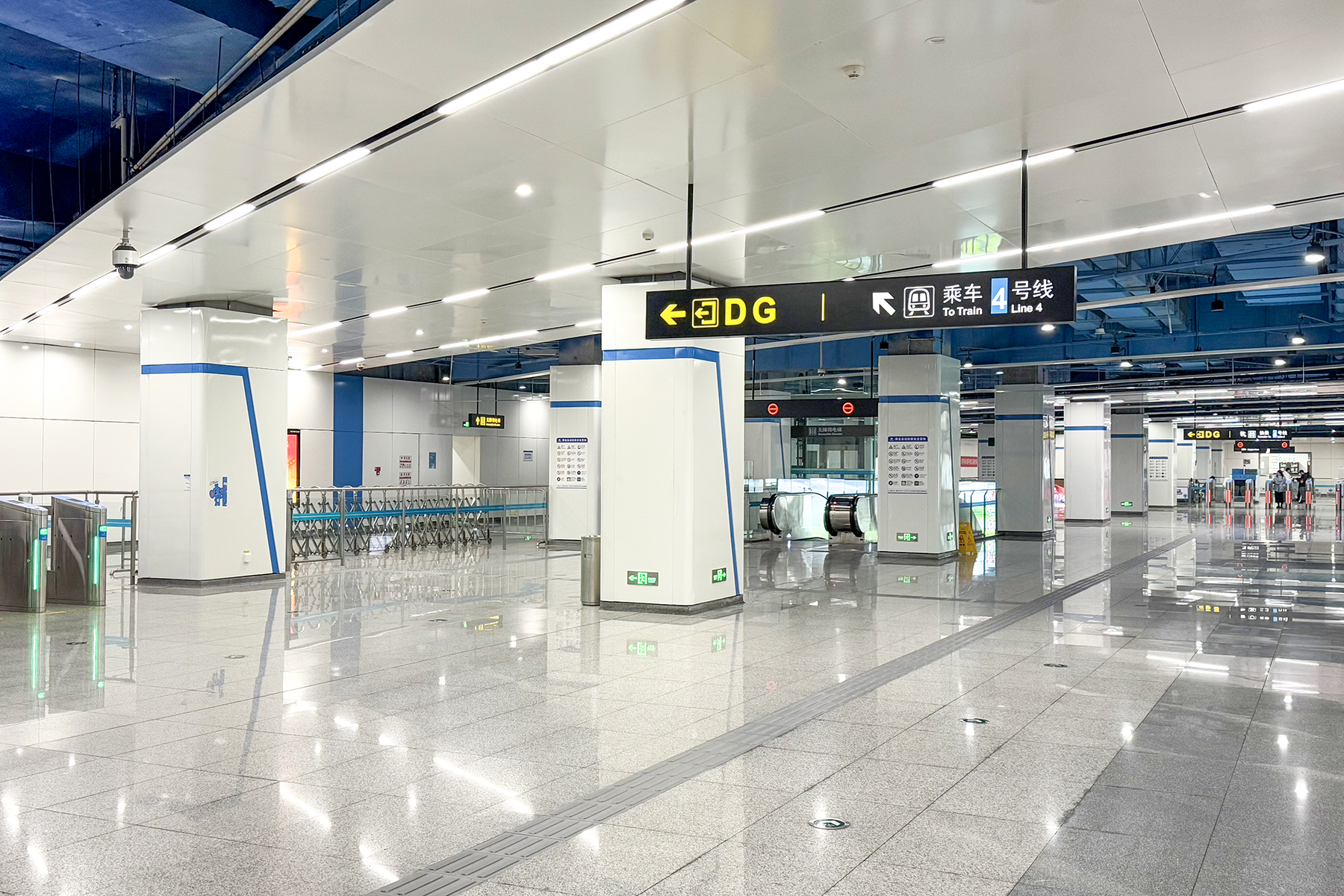
4号线站厅
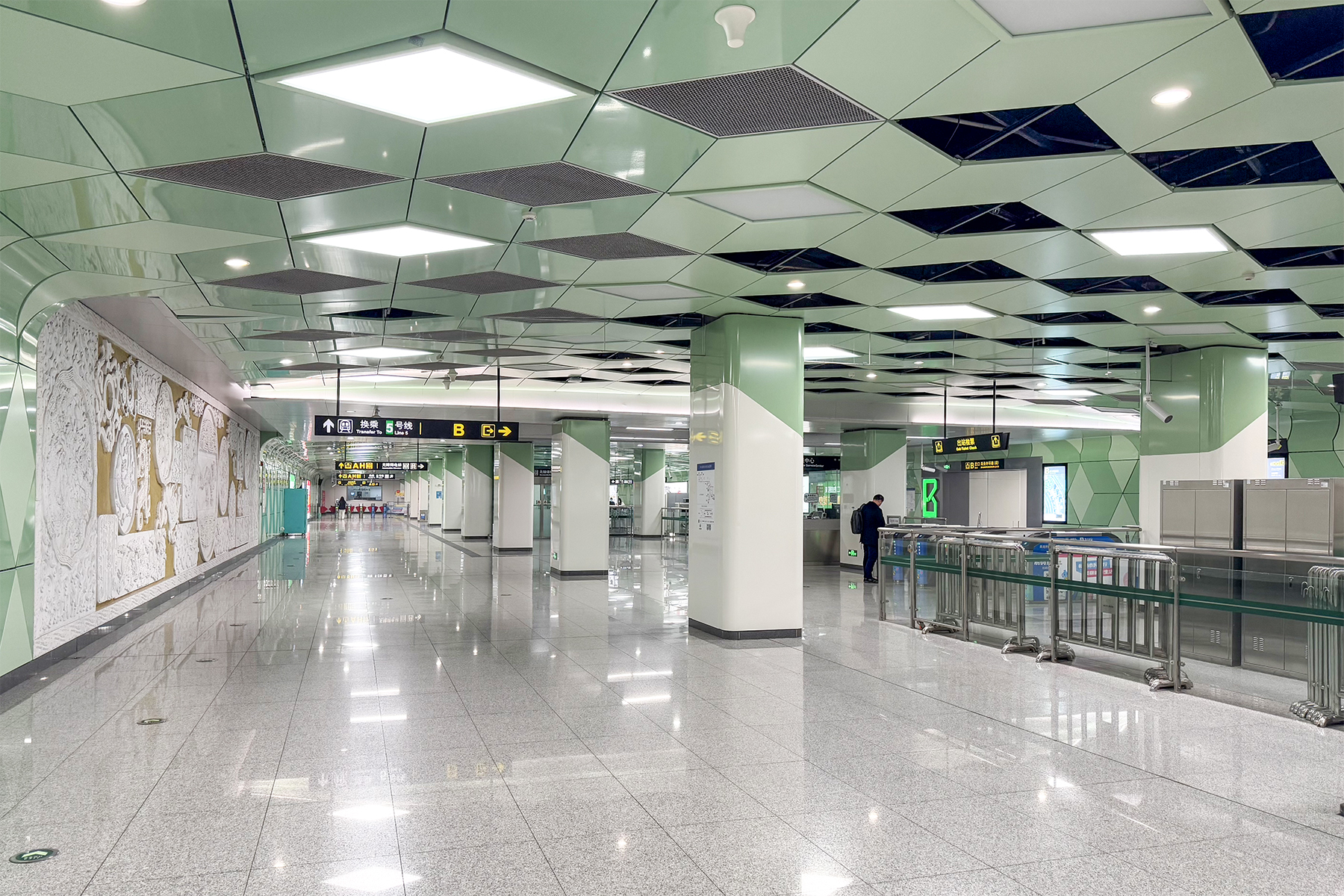
5号线站厅
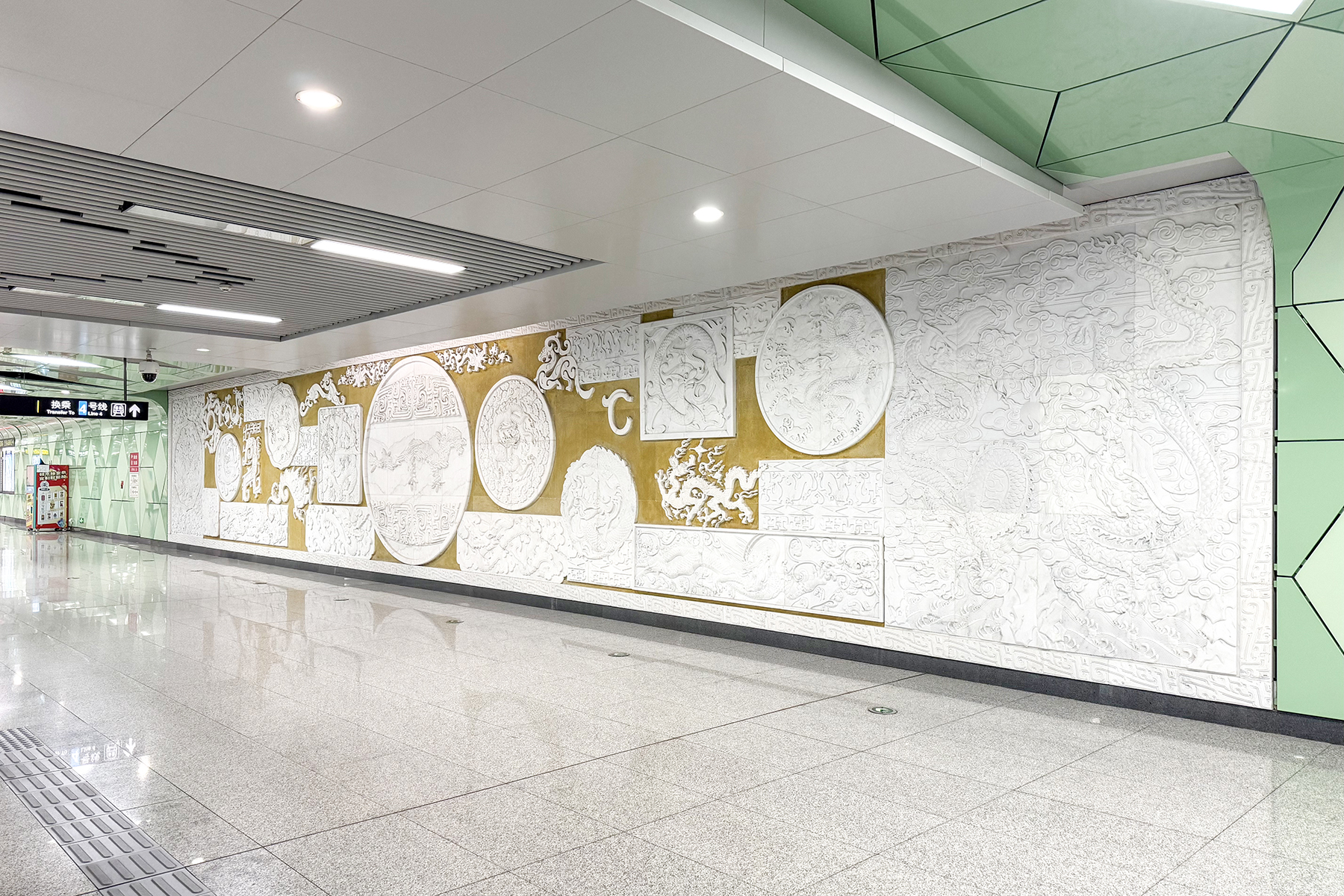
5号线站厅内的“龙文化”文化墙
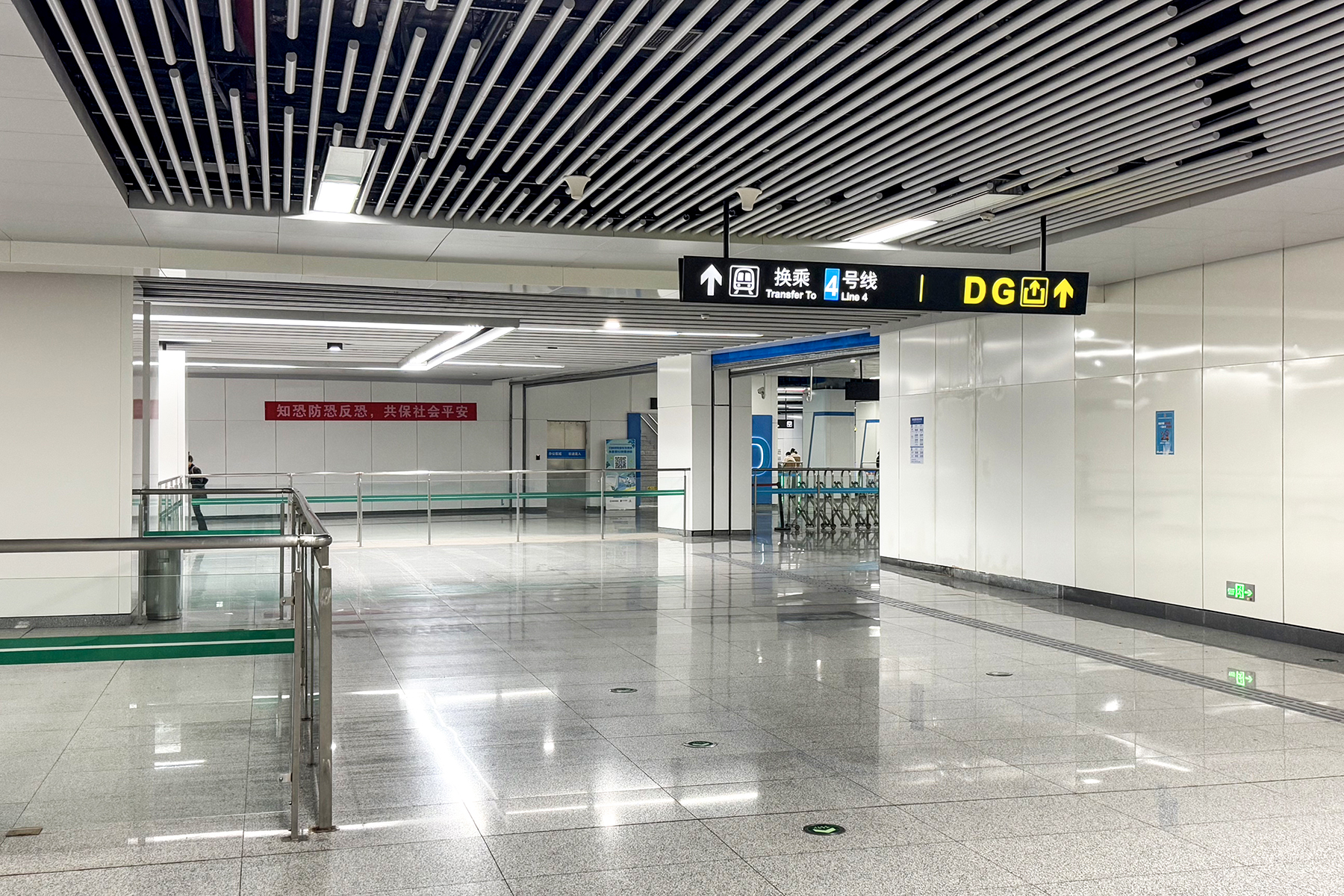
站厅间的连接通道

### 站台
中央商务区站的4号线车站和5号线车站各设1座岛式站台，均安装有高站台门。4号线站台位于B3层，呈南北向，西侧站台面由往郎庄方向列车的使用，东侧站台面由往老鸦陈方向的列车使用，站台南端设卫生间。5号线站台位于B2层，呈东西向，北侧站台面由往外环方向列车的使用，南侧站台面由往内环方向的列车使用，站台东端设卫生间。
该站的两座站台之间设有一条呈“L”形的换乘通道，连接4号线站台的北端与5号线站台的西端。

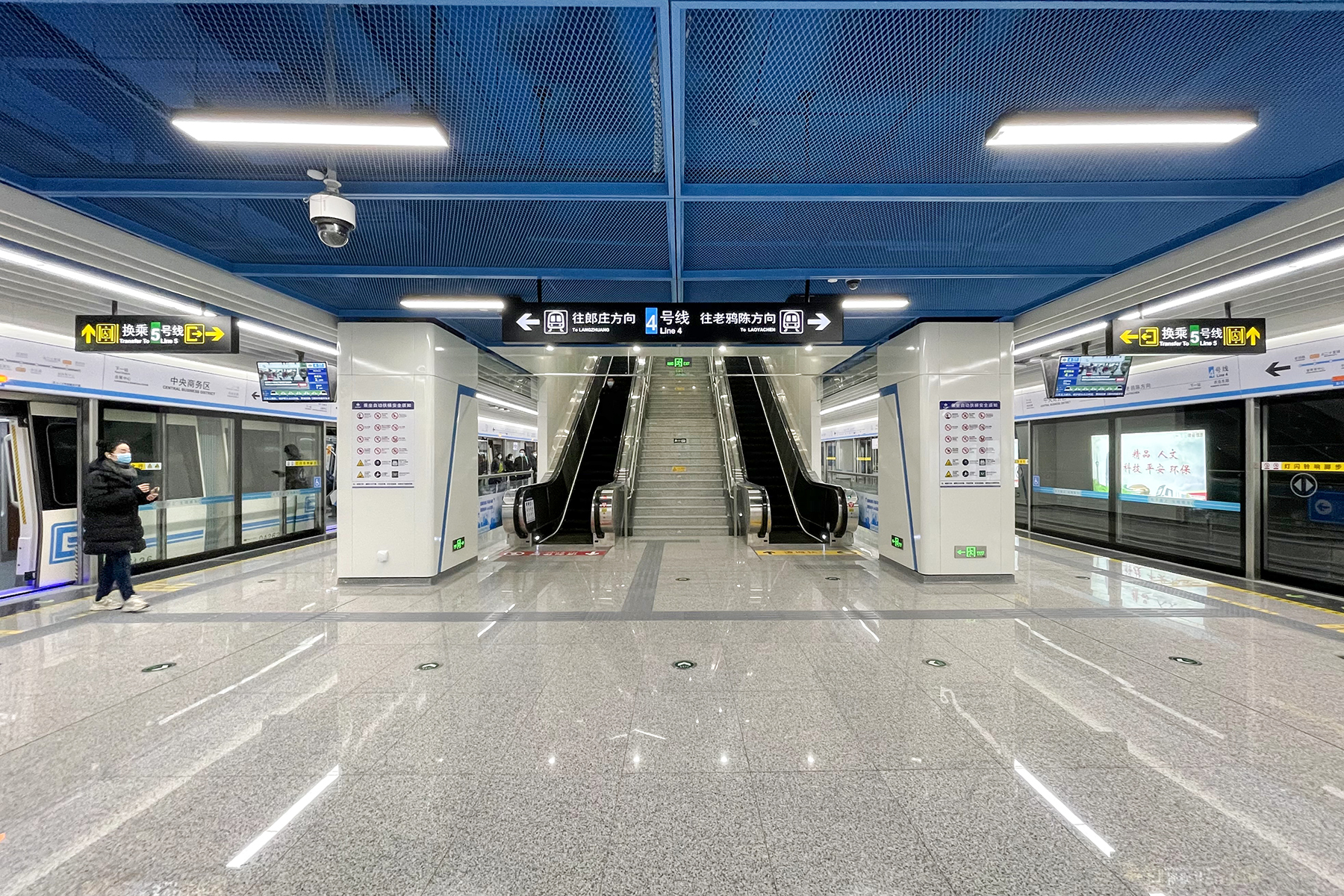
4号线站台
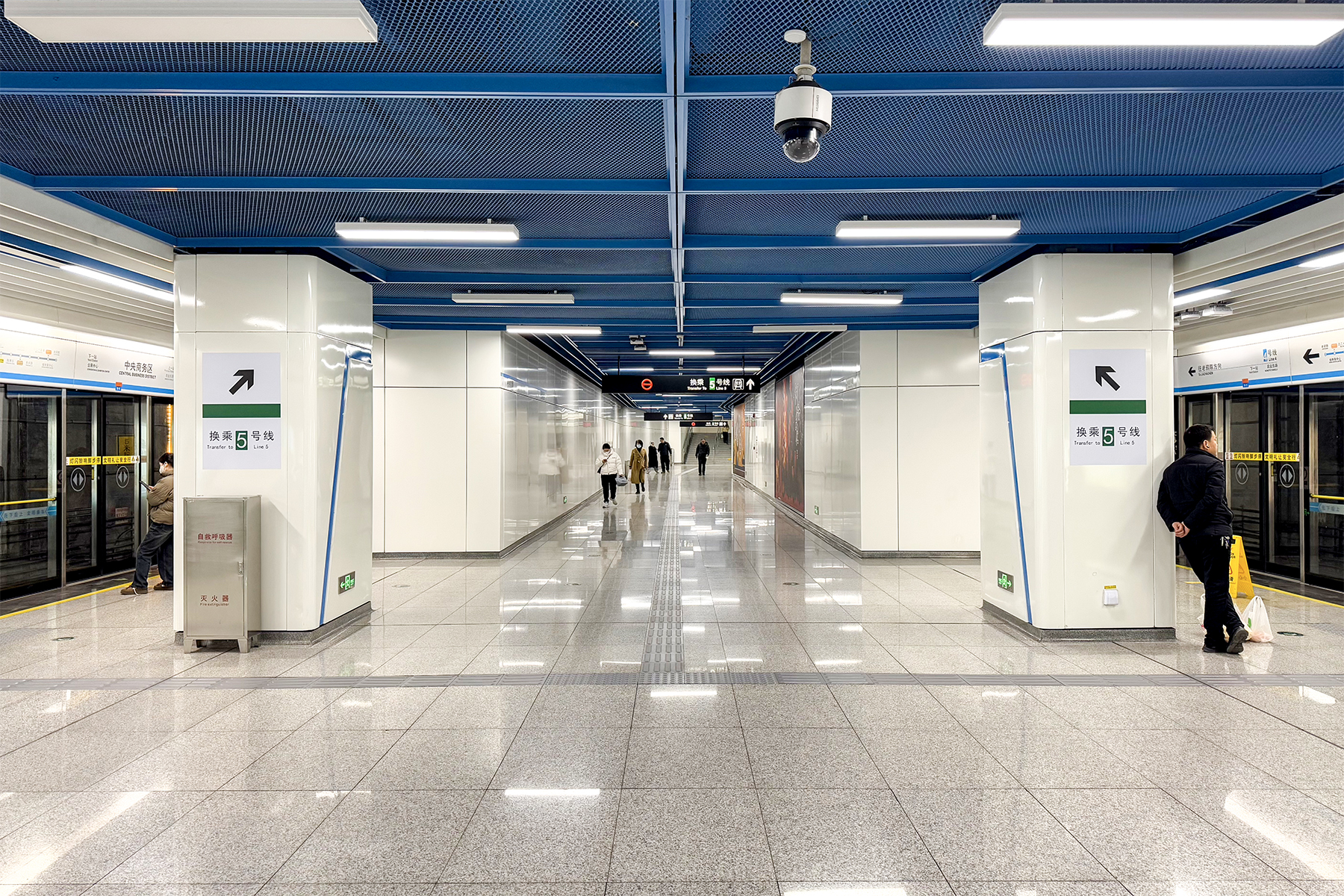
4号线站台北端的换乘通道口
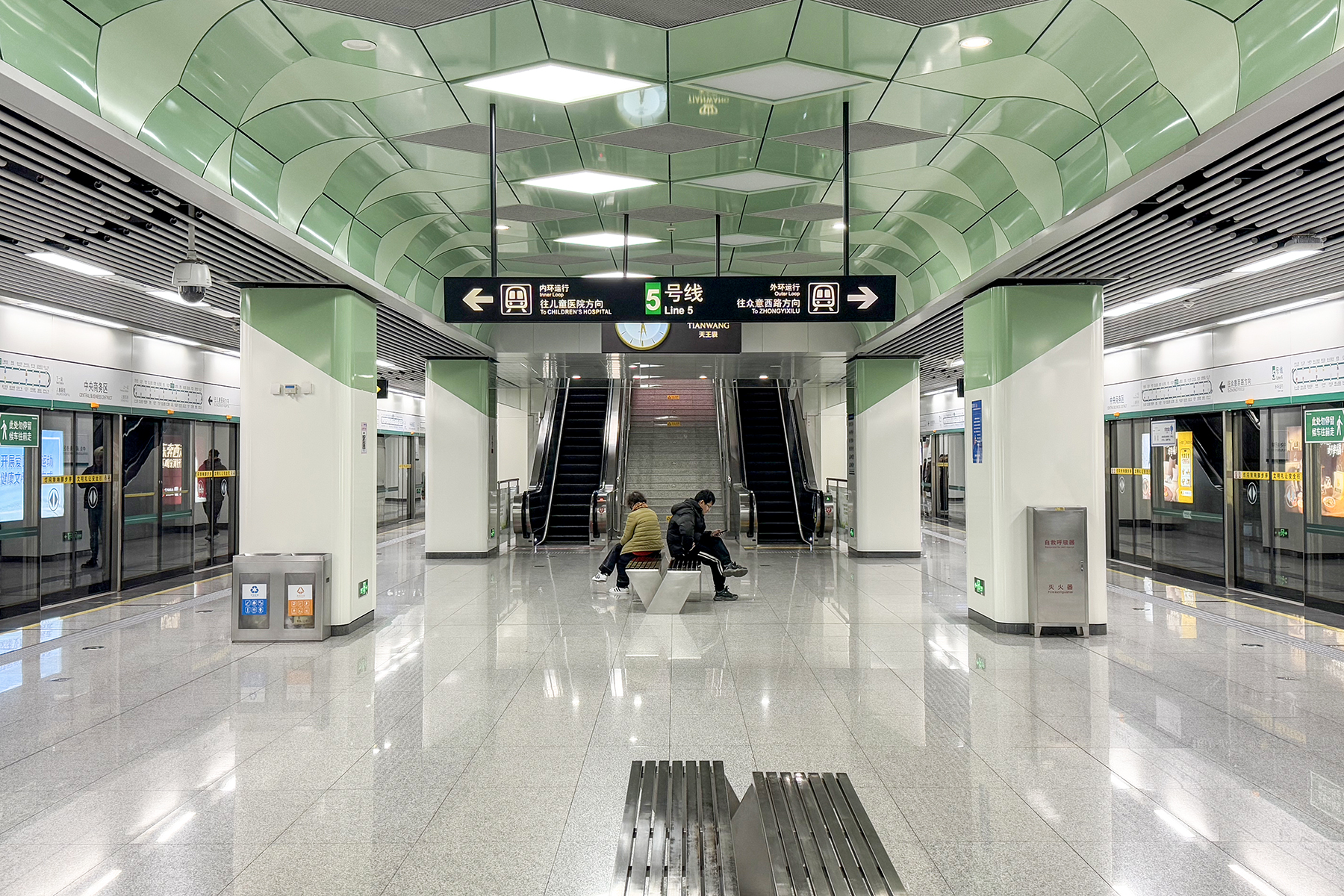
5号线站台
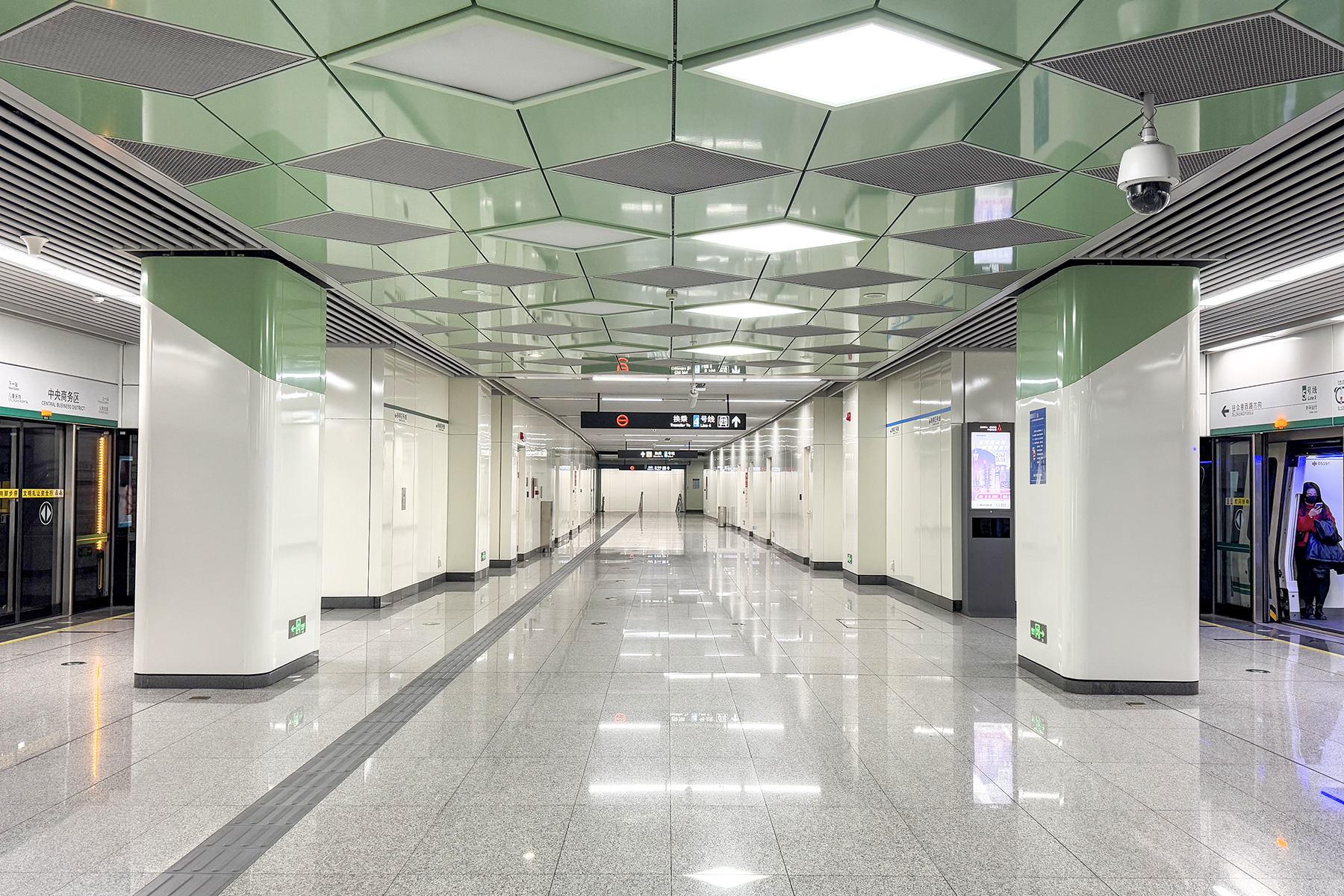
5号线站台西端的换乘通道口

### 出入口
中央商务区站设A、B、D、G、H共5个出入口。A、B、H出入口连接地面和5号线站厅的非付费区，其中A口在地面又分为A1口和A2口，分别位于商务外环路的南侧和北侧，B口位于商务外环路南侧格拉姆商务大厦门前，H口位于商务外环路北侧与黄河东路之间的绿地内。D、G口连接地面和4号线站厅的非付费区，其中D口位于商务外环路与商务东一街交叉路口的东南角，G口在地面分为G1口和G2口，均位于商务东一街的西侧。H口设有无障碍电梯。
该站已开通各出入口信息如下表所示。
| 商务外环路九如路 | 商务外环路九如路 | 商务外环路九如路 | 商务外环路九如路     | 商务外环路九如路 |
| 编号             | 路线             | 路线             | 路线                 | 备注             |
| ---------------- | ---------------- | ---------------- | -------------------- | ---------------- |
| 186              | 国基路公交站     | ⇆                | 熊儿河路众旺路       |                  |
| G188             | 中州大道农业路   | ⇆                | 经开第九大街经南九路 |                  |
| 206              | 会展中心         | ⇆                | 火车站南港湾         |                  |
| B16              | 赣江路公交站     | ⇆                | 商务内环路商务东一街 |                  |
| B53              | 公交集团         | ⇆                | 英才街公交站         | 原7路            |
| S185             | 郑州东站         | ⇆                | 中州大道站           | B2路支线         |
| Y23              | 化工路西三环     | ⇆                | 商务内环路九如路     | 夜间服务         |
| CBD外环便民车    | 会展中心地铁A口  | ↻                | 会展中心地铁A口      |                  |

| 商务外环路商务东一街 | 商务外环路商务东一街 | 商务外环路商务东一街 | 商务外环路商务东一街 | 商务外环路商务东一街 |
| 编号                 | 路线                 | 路线                 | 路线                 | 备注                 |
| -------------------- | -------------------- | -------------------- | -------------------- | -------------------- |
| 186                  | 国基路公交站         | ⇆                    | 熊儿河路众旺路       |                      |
| G188                 | 中州大道农业路       | ⇆                    | 经开第九大街经南九路 |                      |
| 206                  | 会展中心             | ⇆                    | 火车站南港湾         |                      |
| B53                  | 公交集团             | ⇆                    | 英才街公交站         | 原7路                |
| S185                 | 郑州东站             | ⇆                    | 中州大道站           | B2路支线             |
| Y23                  | 化工路西三环         | ⇆                    | 商务内环路九如路     | 夜间服务             |
| CBD外环便民车        | 会展中心地铁A口      | ↻                    | 会展中心地铁A口      |                      |

| 湿地公园      | 湿地公园           | 湿地公园 | 湿地公园           | 湿地公园 |
| 编号          | 路线               | 路线     | 路线               | 备注     |
| ------------- | ------------------ | -------- | ------------------ | -------- |
| CBD内环便民车 | 商务内环路九如东路 | ↺        | 商务内环路九如东路 |          |

| 黄河东路东一街 | 黄河东路东一街 | 黄河东路东一街 | 黄河东路东一街 | 黄河东路东一街 |
| 编号           | 路线           | 路线           | 路线           | 备注           |
| -------------- | -------------- | -------------- | -------------- | -------------- |
| G23            | 西三环化工路   | ⇆              | 郑州东站       |                |

## 周边主要地点
- 郑东新区湿地公园
- 格拉姆国际大厦
- 郑州电视台
- 河南农信大厦
- 海联大厦
- 郑东金融大厦
- 金成阳光世纪

## 历史
中央商务区站于2015年5月23日开始站点施工，施工时的暂用站名为CBD站。
2019年5月20日，该站随5号线开通运营而启用。2020年12月26日，4号线开通初期运营，该站成为4号线和5号线的两座换乘站之一。